# Carebara vidua
Carebara vidua (лат.) — вид муравьёв рода Carebara из подсемейства Myrmicinae (Formicidae) с очень мелкими рабочими и крупными самками. Восточная и Южная Африка.

## Распространение
Африка: Зимбабве, Кения, Мозамбик, Намибия, Эритрея, ЮАР.

## Описание
Муравьи с мелкими рабочими желтовато-коричневого цвета (самки буровато-чёрные с красноватым брюшком). Длина тела рабочих около 2 мм, а самок более 2 см. Клипеус двукилевидный. Усики 9-члениковые. Обитают в земляных муравейниках, семьи с одной маткой (моногинные). У цариц в среднем 1672 овариол, они спариваются с несколькими самцами. Брачный лёт половых особей начинается после сезона дождей, самки массово вылетают из гнёзд и сидят на ветвях кустарников и деревьев, ожидая самцов. Их спаривание длится около 4 часов. После оплодотворения самки опускаются на землю, сбрасывают крылья и закапываются в почву, основывая новое гнездо. Крупнейшие муравейники включали более 124000 муравьёв. Охотятся на термитов.

## Систематика
Вид был описан в 1858 году британским энтомологом Фредериком Смитом по самцам из Южной Африки. Самки были впервые описаны в 1866 году австрийским мирмекологом Густавом Майром, а рабочие муравьи впервые описал в 1901 году швейцарский мирмеколог Огюстом Форелем.
Относят к трибе Crematogastrini или Solenopsidini.

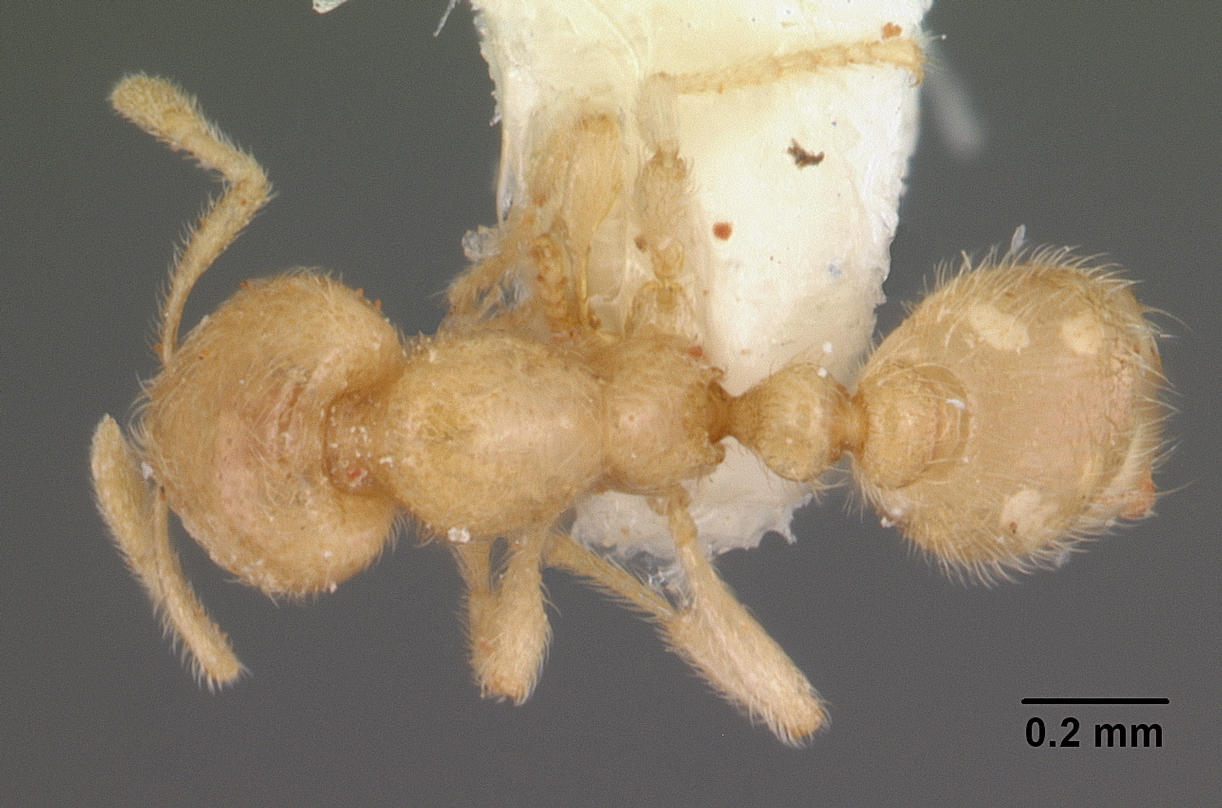
Рабочий сверху
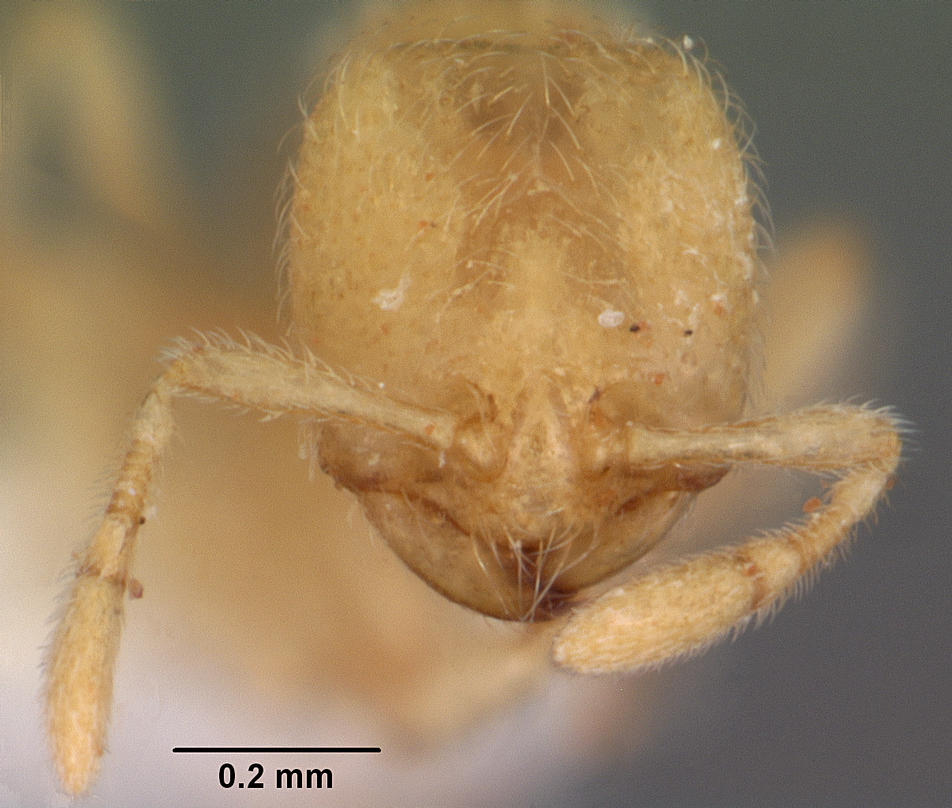
Голова рабочего
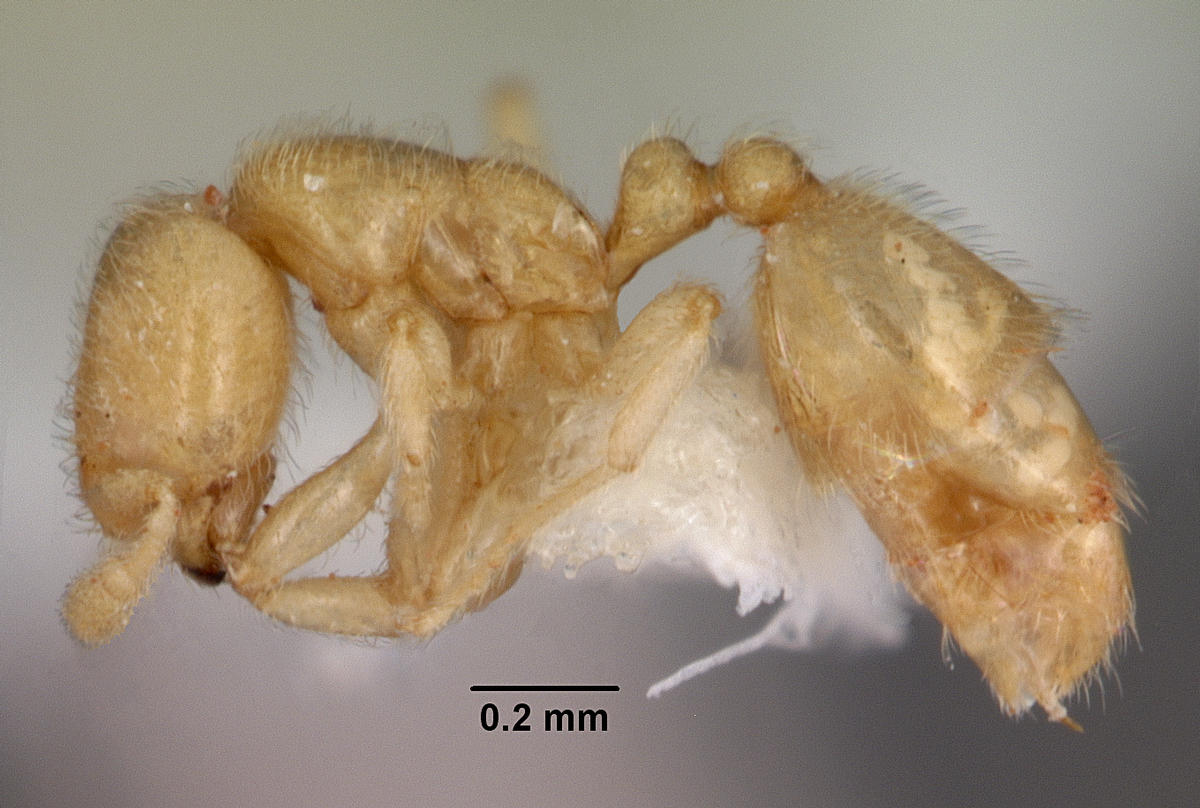
Рабочий сбоку
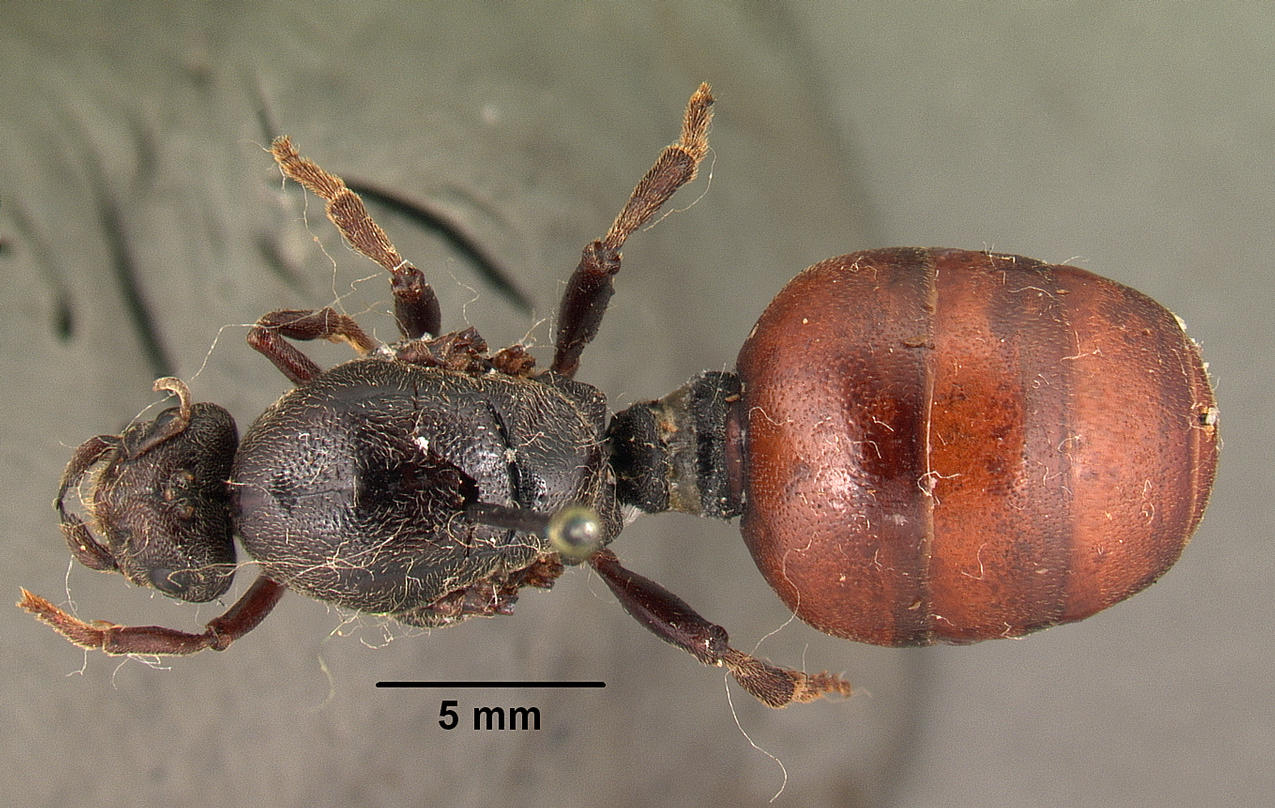
Самка сверху
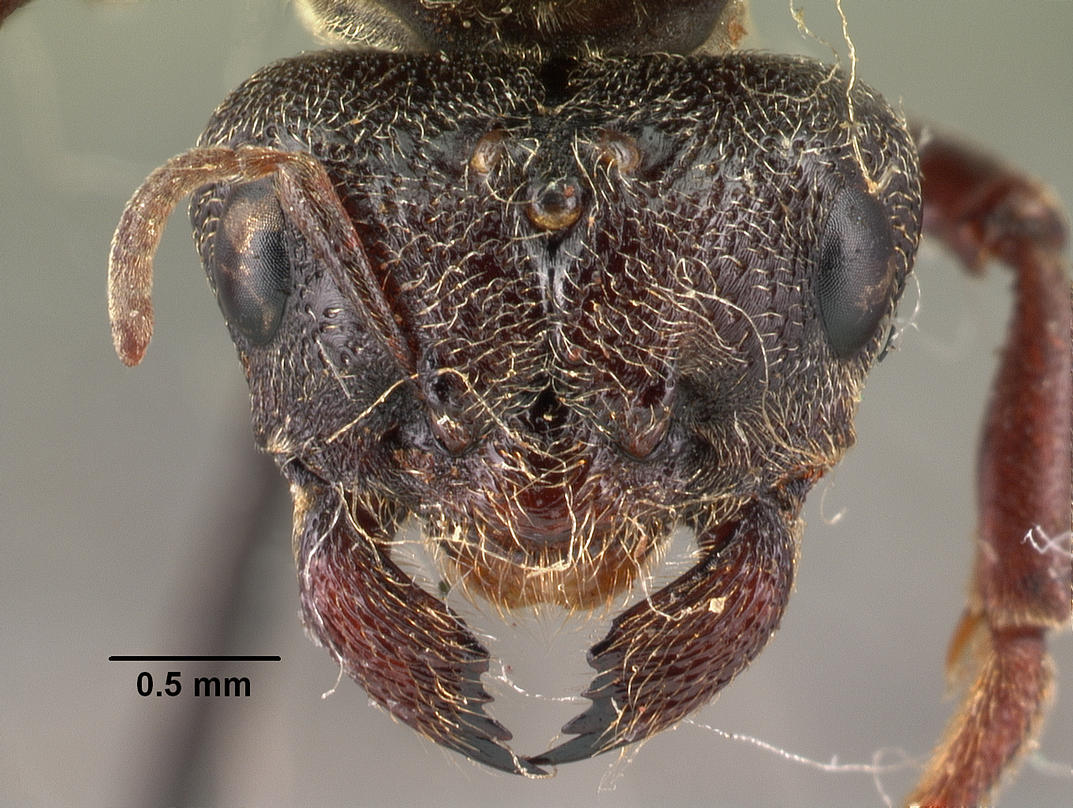
Голова самки